# Delphinium stapeliosum
Delphinium stapeliosum är en ranunkelväxtart som beskrevs av Brühl. Delphinium stapeliosum ingår i släktet storriddarsporrar, och familjen ranunkelväxter. Inga underarter finns listade i Catalogue of Life.